# Samaki Walker
Samaki Ijuma Walker (ur. 25 lutego 1976 w Columbus) – amerykański koszykarz, występujący na pozycji skrzydłowego, mistrz NBA z 2002 roku.

## Osiągnięcia
NCAA
- Uczestnik rozgrywek Sweet Sixteen turnieju NCAA (1996)
- Mistrz Konferencji Atlantic Coast (1995)

NBA
- Mistrz NBA (2002)[1]
- Powołany do udziału w Rookie Challenge (1997 – nie wystąpił z powodu kontuzji)[2][3]

Inne
- Mistrz Syrii (2008)